# Nathaniel Chipman
Nathaniel Chipman (ur. 15 listopada 1752 w Salisbury w stanie Connecticut, zm. 13 lutego 1843 w Tinmouth w stanie Vermont) – amerykański prawnik i polityk.
W latach 1797–1803 jako przedstawiciel Partii Federalistycznej reprezentował stan Vermont w Senacie Stanów Zjednoczonych.
Jego brat, Daniel Chipman, reprezentował stan Vermont w Izbie Reprezentantów Stanów Zjednoczonych, natomiast jego wnuk, John Logan Chipman, zasiadał w Izbie Reprezentantów jako przedstawiciel stanu Michigan.